# کولین دوودسول
 کولین دوودسول (انگلیسی: Colin Dowdeswell؛ زادهٔ ۱۲ مهٔ ۱۹۵۵) یک تنیس‌باز اهل بریتانیا است.